# Omari Hutchinson
Omari Elijah Giraud-Hutchinson (sinh ngày 29 tháng 10 năm 2003) là một cầu thủ bóng đá chuyên nghiệp hiện đang thi đấu cho câu lạc bộ Ipswich Town tại Premier League. Sinh ra ở Anh, Omari Hutchinson chọn thi đấu cho đội tuyển quốc gia Jamaica.

## Thống kê sự nghiệp

### Câu lạc bộ
Tính đến 5 tháng 1 năm 2023
| CLB            | Mùa giải       | Giải quốc gia  | Giải quốc gia | Giải quốc gia | FA Cup | FA Cup | EFL Cup | EFL Cup | châu Âu | châu Âu | Khác | Khác | Tổng | Tổng |
| CLB            | Mùa giải       | Hạng           | Trận          | Bàn           | Trận   | Bàn    | Trận    | Bàn     | Trận    | Bàn     | Trận | Bàn  | Trận | Bàn  |
| -------------- | -------------- | -------------- | ------------- | ------------- | ------ | ------ | ------- | ------- | ------- | ------- | ---- | ---- | ---- | ---- |
| U21 Arsenal    | 2021–22        | —              | —             | —             | —      | —      | —       | —       | —       | —       | 4    | 2    | 4    | 2    |
| U21 Chelsea    | 2022–23        | —              | —             | —             | —      | —      | —       | —       | —       | —       | 4    | 1    | 4    | 1    |
| Chelsea        | 2022–23        | Premier League | 1             | 0             | 0      | 0      | 0       | 0       | 0       | 0       | 0    | 0    | 1    | 0    |
| Toàn sự nghiệp | Toàn sự nghiệp | Toàn sự nghiệp | 1             | 0             | 0      | 0      | 0       | 0       | 0       | 0       | 0    | 0    | 1    | 0    |

1. 1 2  Trận đấu tại EFL Trophy

### Quốc tế
Tính đến 28 tháng 5 năm 2022
| Đội tuyển | Năm  | Trận | Bàn |
| --------- | ---- | ---- | --- |
| Jamaica   | 2022 | 1    | 0   |
| Tổng      | Tổng | 1    | 0   |